# Rajd Wisły 1965
15. Rajd Wiślański – 9. edycja Rajdu Wisły. Był to rajd samochodowy rozgrywany od 10 do 12 września 1965 roku. Była to czwarta runda Rajdowych Samochodowych Mistrzostw Polski w roku 1965. Został rozegrany na nawierzchni asfaltowej. Zwycięzcą rajdu został Sobiesław Zasada.

## Wyniki końcowe rajdu[1][2]
| Miejsce | Kierowca          | Pilot                   | Samochód          | Czas  | Strata | Grupa Klasa |
| ------- | ----------------- | ----------------------- | ----------------- | ----- | ------ | ----------- |
| 1       | Sobiesław Zasada  | Ewa Zasada              | Steyr Puch 650 TR | 9:21  | -      | 1           |
| 2       | Adam Wędrychowski | Czesław Wodnicki        | Steyr Puch 700 TR | 9:43  | +22    | 1           |
| 3       | Jerzy Dobrzański  | Czesław Murawski        | BMW 700 Sport     | 9:47  | +26    | 1           |
| 4       | Henryk Ruciński   | Zbigniew Łagutko        | Volvo 121         | 10:38 | +1:17  | 5           |
| 5       | Andrzej Nytko     | Kazimierz Jaromin       | Wartburg 1000     | 13:42 | +4:21  | 3           |
| 6       | Jerzy Strasz      | Andrzej Strasz          | Trabant 600       | 14:21 | +5:00  | 1           |
| 7       | Stanisław Dalka   | Krzysztof Woyciechowski | Renault 8 Major   | 15:48 | +6:27  | 4           |
| 8       | Ksawery Frank     | Janusz Kiljańczyk       | Renault 8 Major   | 17:24 | +8:03  | 4           |
| 9       | Eugeniusz Słupik  | M. Korus                | Simca Elysee      | 17:31 | +8:10  | 3           |
| 10      | Stanisław Żelazny | Wojciech Ondraczek      | Zastava 750       | 25:00 | +15:39 | 2           |